# Easy on Me
Az Easy on Me Adele angol énekes-dalszerző dala a 30 című negyedik stúdióalbumáról (2021). Adele a dalt a producerével, Greg Kurstinnel írta. A Columbia Records 2021. október 15-én adta ki az album első kislemezeként. Ez egy szerelmes ballada, amely Adele énekére helyezi a hangsúlyt, fokozatosan hangosabbá váló zongora hangszereléssel. A dalszövegben Adele a válásával foglalkozik, és megbocsátást és megértést kér fiától, volt férjétől és önmagától.
Az Easy on Me pozitív kritikákat kapott a zenekritikusoktól, akik Adele korábbi zenéjéhez viszonyítva értékelték a dalt, és dicsérték az énekhangját és a dalszövegeket. A 65. Grammy-díjátadón a dal a négy jelölésből A legjobb szóló popénekes díját nyerte el. Több más díjra is jelölték, és 2022-ben elnyerte Az év brit dalának járó Brit-díjat. Az Easy on Me több országban is első helyezést ért el a slágerlistákon. Ez lett Adele leghosszabb ideig listavezető dala az Egyesült Államokban és az Egyesült Királyságban.
Xavier Dolan rendezte a dalhoz készült videóklipet, amely 2021. október 15-én jelent meg. A videóklip több korábbi Adele-klipre is utal, és azt mutatja be, ahogyan elköltözik ugyanabból a házból, ahol a Hello (2015) klipjét forgatták. A dalt előadta a 23. NRJ Music Awards-on, televíziós különkiadásain és a Weekends with Adele koncertrezidenciáján. Több előadó is, úgymint Kanye West, Chloe Bailey és Keith Urban készített belőle feldolgozást.

## Háttér

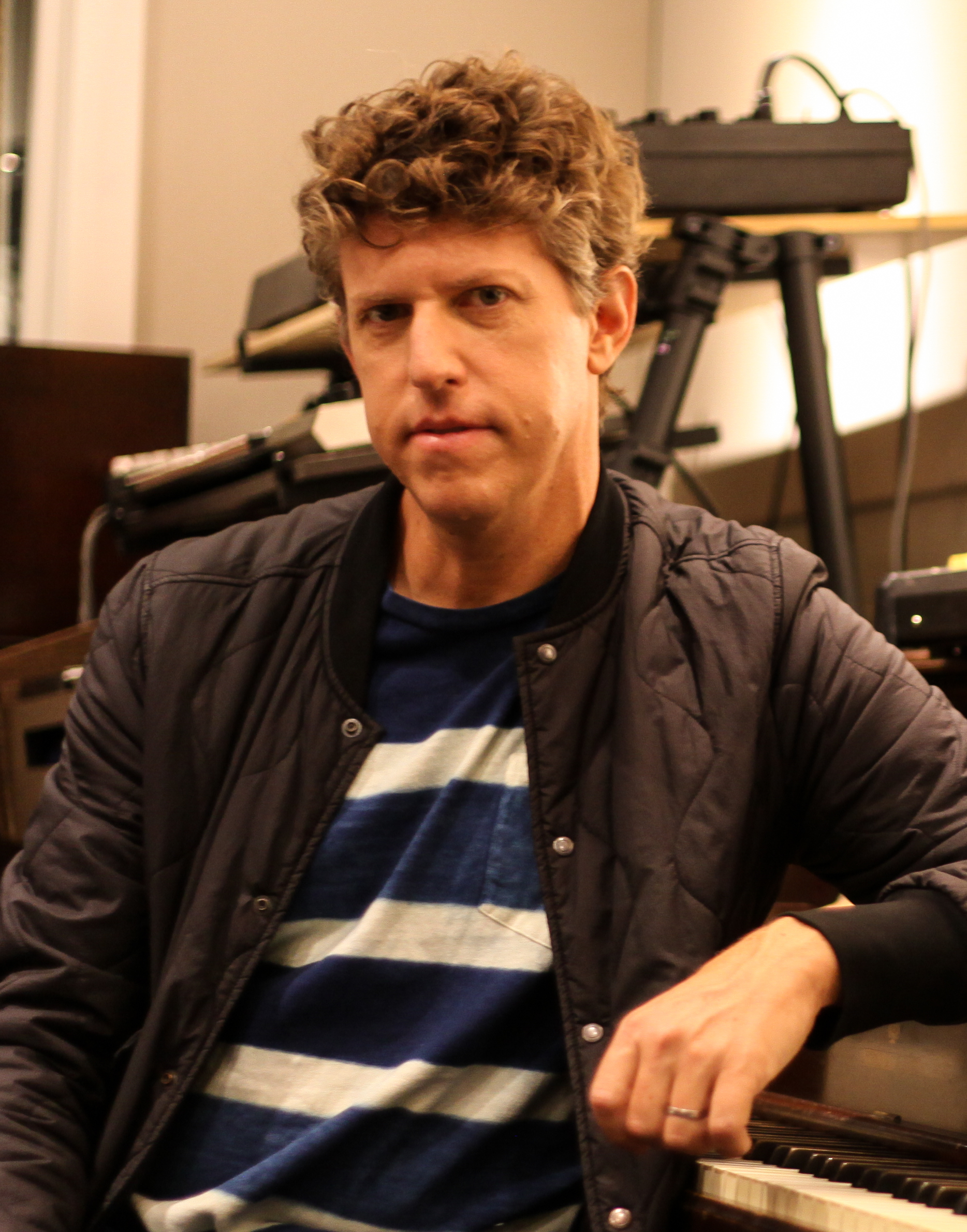
Greg Kurstin (a képen 2017-ben) volt az Easy on Me producere és társszerzője

Greg Kurstin három számnak is producere és társszerzője volt Adele harmadik, 25 (2015) című stúdióalbumán, köztük a Hello című dalnak. A dal az album első kislemezeként jelent meg, és 36 országban első helyezést ért el, klipje pedig megdöntötte a Vevo rekordját a legtöbb egynapos megtekintés tekintetében. Miután 2017-ben befejezte a hozzá kapcsolódó koncertturnét, az Adele Live 2016-ot, háttérbe vonult. Adele a következő évben már az új albumon kezdett dolgozni. 2019 szeptemberében adta be a válókeresetet férjétől, Simon Koneckitől, ami az album munkálataira is pozitívan hatott. A szorongások után Adele terápiás kezeléseket fogadott el, és rendbe hozta elhidegült kapcsolatát az édesapjával. A válás hatása a fiára a következő években is gyötörte Adele-t. Elhatározta, hogy rendszeresen beszélget vele, amit a terapeutája tanácsára fel is vett. Ezek a beszélgetések inspirálták Adele-t arra, hogy visszatérjen a stúdióba, és az album olyan alkotásként öltött formát, amely elmagyarázza a fiának, miért hagyta el az apját.
Adele az Easy on Me-t a producerével, Kurstinnel írta. A dal versszakai zuhanyzás közben születtek. Adele barátai azt mondták neki, hogy „légy kíméletes magaddal, ne ostorozd magad túlságosan a döntéseid miatt”. A tanácsok hatással voltak rá, és elhatározta, hogy kíméletesebben kell bánnia önmagával. Adele barátait egy kezdeti szösszenet nem hatotta meg, de ő azt állította, hogy értékelik a türelmét. Három dal volt versenyben a 30 (2021) című album első kislemezeként való megjelenésért. Végül az Easy on Me-t választotta, mert „szárnyaló refrénje” volt, és „egyszerűen úgy érezte, hogy ez egy én-dal”; úgy látta, hogy ez a megfelelő dal a szünet utáni visszatéréséhez. Adele el akarta kerülni, hogy olyasmit adjon ki, ami még nagyobb sztárságba repíti: „Nem egy bombasztikus Hello, de nem akarok még egy ilyen dalt. Az a dal egy olyan szintre repített a hírnévben, amit nem akarok még egyszer megismételni”.

## Kompozíció és dalszöveg
Az Easy on Me 3 perc 44 másodperc hosszú. A dal F-dúr hangnemben játszódik, és 71 ütem/perc tempót követ. Producere Kurstin volt, a hangmérnöki munkákat ő, Alex Pasco és Julian Burg végezték. Kurstin basszusgitáron, kickdobon és zongorán játszik. Tom Elmhirst irányította a dal keverését a New York-i Electric Lady Studiosban, a maszteringet pedig Randy Merrill végezte a New Jersey-i Sterling Soundban.
Az Easy on Me egy szerelmes ballada, amely Adele énekére helyezi a hangsúlyt a zongorás hangszereléssel együtt. A dal egy lágy zongoradallammal kezdődik, amely a dal előrehaladtával egyre erősödik, és átvezet a vokálokhoz. A The Guardian írója, Alexis Petridis szerint Adele hangja ezt utánozza, mivel „kezdetben sebzettnek hangzik, majd szárnyal”. A dal szinte teljesen mellőzi az ütős hangszerek használatát, de a második felében egy basszusdob és egy basszusgitár megszólal. A refrénben Adele elnyújtva adja elő a dal címét, és az „e” hangot nyolc különböző hangnemben énekli. Mikael Wood, a Los Angeles Times munkatársa úgy jellemezte előadását, hogy „szárnyaló, de a szélein kissé karcos”.
A dalszövegben Adele a válásával foglalkozik, és megbocsátást és megértést kér fiától, volt férjétől és önmagától. Megpróbálja elmagyarázni fiának, hogy miért döntött úgy, hogy lerombolja azt a stabil életet, amit a házassága alatt élt. Adele elismeri, hogy még sok önismereti feladat vár rá, és egy gyermekhez hasonlítja magát: „I was still a child / Didn’t get the chance to / Feel the world around me.” („Még gyerek voltam / Nem volt lehetőségem / Megtapasztalni a világot magam körül”) Alexa Camp, a Slant Magazine munkatársa szerint a dalszöveg „egyfajta megrekedt fejlődéssel való küzdelmet” tükröz. A dal bridge-jében Adele azt állítja, hogy a válást jó szándék vezérelte, és egy jobb jövő reményében történt. Neil McCormick, a The Daily Telegraph munkatársa úgy jellemezte a dalt, mint „gyakorlatilag egy hatalmas, elkeseredett, szégyenletes és mentségekkel teli bocsánatkérés”.

## Kiadás

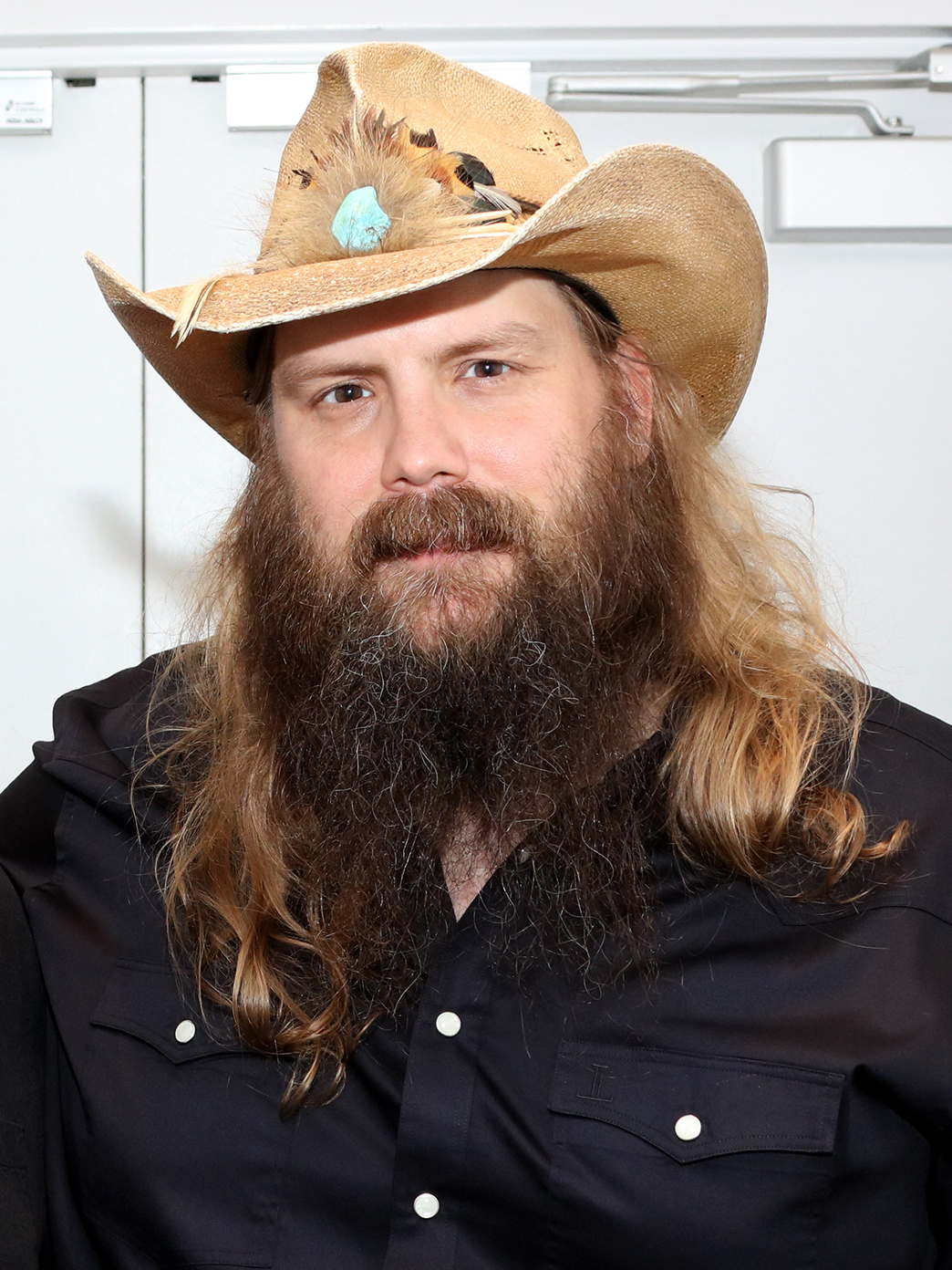
Adele felvett egy duettváltozatot a dalból Chris Stapletonnal (a képen 2019-ben)

2021. október 1-jén a világ számos épületére és nevezetességére a „30” számot vetítették ki. Három nappal később Adele hónapok óta először frissítette közösségi média fiókjait. Október 5-én Adele egy teaserrel utalt a dalra és a hozzá készült videóklipre a fiókjain keresztül. A fekete-fehér klip egy instrumentális számot játszott le, és azt ábrázolta, ahogy Adele egy kazettát tesz be egy furgon kazettás magnójába. Október 9-én Adele egy 40 másodperces előzetest osztott meg Instagram Live-on keresztül. Az Easy on Me október 15-én jelent meg; ez volt Adele első kislemeze közel öt év után. A Sony Music még aznap kiküldte rádiós sugárzásra Olaszországban.
Az Egyesült Államokban a Columbia Records október 18-án adta ki az Easy on Me-t a felnőtt kortárs és a triple A állomásokon, és másnap a kortárs sláger rádiókban. Németországban október 22-én CD kislemezként adták ki a dalt. A Columbia 2021. november 5-én egy kazettás kislemezt adott ki. Adele Chris Stapletonnal vett fel belőle egy duettváltozatot, amelyet az In2une Nashville november 19-én küldött el a country rádióknak. Ez a verzió 5,4 milliós hallgatottságával, Adele első belépője lett a Country Airplay listán a 25. helyen. Gary Trust, a Billboard munkatársa azt írta, hogy „példátlan airplay chart történelmet írt”. 2021 októberében az Ocado 26 százalékos növekedést tapasztalt az Egyesült Királyságban a papírzsebkendők értékesítésében, és ezt a hűvös időjárással együtt az Easy on Me című dal megjelenésével hozta összefüggésbe: „Azt is gyanítjuk, hogy Adele új, szívfájdalomról szóló dalának is köze lehetett ehhez”.

## A kritikusok értékelései
Az Easy on Me pozitív kritikákat kapott a zenekritikusoktól. Néhányan a produkciót kommentálták. McCormick úgy vélte, hogy a dal merész visszatérés Adele számára, és jól példázza „annak puszta lényegét, hogy mi a zene, és miért jelent olyan sokat számunkra”. Fiona Sturges az i-től úgy vélte, hogy a dal szívből jövő, himnikus, és Adele hangjára helyezi a hangsúlyt, de van egy „kissé túlzottan erőltetett csillogása”, ami csökkenti a szomorúságát. Hasonlóképpen, a The Times írója, Will Hodgkinson úgy vélte, hogy az Easy on Me szép és kifinomult, de„ az alapvetően amerikai profizmus csillogása” megakadályozza az érzelmi rezonanciát.
A kritikusok az Easy on Me-t Adele katalógusához viszonyítva vitatták meg. Néhányan úgy gondolták, hogy ez egy tipikus Adele-dal. Jochan Embley, az Evening Standard munkatársa úgy vélte, nem hasonlítható a Someone Like You (2011) szomorúságához vagy a Hello érzelmességéhez, de ugyanolyan lelkes volt. Alexandra Pollard a The Independenttől úgy vélte, hogy nincs olyan fülbemászó dallama, mint a Hello-nak, de ugyanolyan szomorú és lényegre törő, és sokkal összetettebb. Petridis azt nyilatkozta, hogy nem fogja „megállítani a hallgatót”, mint a Someone Like You, de átélhető és emlékezetesebb, mint a 25 egyes számai. A Billboard munkatársa, Jason Lipshutz szerint az Easy on Me számos elemében hasonlított korábbi Adele-dalokhoz, de úgy vélte, hogy a dalt megkülönbözteti az eltérő lírai téma.
Adele énekhangját is kommentálták. Embley úgy vélte, hogy ez volt az egyik legjobbja: „Annyira elegánsan kontrollált, annyira áthatóan megrendítő”. Nick Levine, az NME munkatársa úgy vélte, hogy a dal beváltotta a magas elvárásokat, mivel az énekesnő képes volt kendőzetlen érzelmeket közvetíteni az énekén és a szövegírásán keresztül. Hozzátette, hogy Adele kétségtelenül úgy hangzik, mint ő maga, csak „gazdagabban és magabiztosabban”. Cat Zhang a Pitchfork-tól dicsérte az előadását, és azt mondta, hogy ez jellegzetes egy olyan időszakban, amikor az aluléneklés népszerű. Hozzátette, hogy annak ellenére, hogy egy újabb szakítással foglalkozik, Adele ugyanazt az elégedettséget nyújtja. A Rolling Stone-nak írva Rob Sheffield úgy vélte, hogy a lány több lendülettel és finomsággal énekelt, de nem hagyta el „azt az ősi tűzerejét”, amelyről híres volt. Peter Piatkowski, a PopMatters munkatársa úgy fogalmazott, hogy a tőle megszokott makulátlan előadásmóddal árad belőle az átélt mérhetetlen bánat, és formálja nagyszerű és hajlékony hangját.
Néhányan megvitatták a dalszövegeket. Chris Willman, a Variety munkatársa úgy vélte, hogy a megbocsátás kérésének témája eltér Adele korábbi kiadványaitól, és „a lehetséges sértett szerepében ábrázolja őt, nem pedig a megbántottként”. A The Line of Best Fit című lapnak írva David Cobbald úgy vélte, hogy ez „a 30 dalai közül ez a legvagányabb”. Megjegyezte a vízről szóló metaforáit, és úgy vélte, hogy érettséget és előrelépést közvetít a 25-höz képest. Piatkowski úgy vélte, hogy a dalszövegek előreláthatóan intenzívek, és „valódi és elegáns” fájdalmat ábrázolnak. Levine úgy vélekedett, hogy a dalszövegek bárkivel kapcsolatba hozhatók, aki „épp egy negyedéves válságon, egy életközépi válságon vagy csak egy másnapossági válságon” megy keresztül, és valószínűleg könnyen megríkatja őket.

### Elismerések
Az Easy on Me szerepel Adele diszkográfiájának rangsoraiban. A Rolling Stone 2021-ben a tizedik legjobb dalának nevezte. Tyler Golsen és Jamie Kahn a Far Outtól 2022-ben a 17. helyre helyezte. Ugyanebben az évben Tina Benitez-Eves, az American Songwritertől az Easy on Me-t Adele legjobb dalának nyilvánította. A 2021-es év legjobb dalait tartalmazó kritikai listákon a Billboard a 14., a The Forty-Five és az NME a 26., a Consequence pedig a 27. helyen tüntette fel. A dal a Vogue rangsorolatlan listáján is szerepelt.
Az Easy on Me számos díjat és jelölést kapott. A 2022-es díjátadón elnyerte Az év dalának járó Brit-díjat. Ebben az évben az Easy on Me elnyerte Az év külföldi dalának járó Gaffa-díjat, Az év videóklipjének járó Juno-díjat, és Az év 40 legjobb/CHR-dalának járó New Music Awardot is. A 2023-as 65. Grammy-díjátadón a dal elnyerte A legjobb szóló popénekes teljesítmény díját, valamint jelölték Az év felvétele, Az év dala és A legjobb videóklip kategóriában. További jelölések: a 47. People’s Choice Awardson a 2021-es év dala és a 2021-es év videóklipje, a 2022-es American Music Awards-on a Kedvenc popdal és a Kedvenc videóklip, a 2022-es iHeartRadio Music Awards-on Az év dala és A legjobb dalszöveg, az Ivor Novello Awardson A legjobb zenei és szöveges dal, valamint az MTV Video Music Awardson Az év dala.

## Kereskedelmi teljesítmény
Megjelenésekor az Easy on Me sikert aratott a streaming platformokon. A Spotify-on a legtöbbet streamelt dal lett, mind egy nap, mind egyetlen hét alatt. Az Egyesült Királyságban az Easy on Me 3,2 millió Spotify streameléssel nyitott, ami a legtöbb, amit egy nap alatt bármelyik dal elért. Emellett megdöntötte az ország egy hét alatt legtöbbet streamelt dalának rekordját is, 24 millió streameléssel. Az Amazon Music-on az első napon világszerte a legtöbb streamet és a legtöbb Alexa-keresést kapta a platform történetében. Az Easy on Me a Billboard Global 200-as listáján a 195. helyen debütált, mindössze öt óra leforgása alatt, és a következő héten Adele első olyan dala lett, amely elérte a lista csúcsát. Azon a héten 136 300 letöltést adtak el, ami a harmadik legnagyobb eladási hét volt a listán, és 178,2 millió streamet szerzett, ami a második legnagyobb streaming hetet jelentette. Emellett ez lett a történelem második olyan listavezető dala, amely megduplázta a második helyezett listapontjait.
Az Egyesült Államokban az Easy on Me az első öt óra leforgátását követően a 68. helyen debütált a Billboard Hot 100-as listáján. A következő héten ez lett Adele ötödik listavezető kislemeze. A digitális daleladási és a streaming dalok listáján is az első helyen debütált, a rádiós dalok listáján pedig a negyedik helyen, ahol minden idők legmagasabb debütálását érte el. Az Easy on Me a legtöbb első heti lejátszást produkálta az amerikai rádiók történetében, és az első olyan dal lett, amely egyetlen héten belül öt rádiós formátumban is lejátszásra került. A Billboard az „elmúlt 30 év” egyik legnagyobb listavezető kislemezének nevezte. A dal a Billboard Adult Contemporary airplay chart első helyére került, ezzel Adele hatodik listavezetője lett, és a Hello óta a leggyorsabban jutott az első helyre egy nem ünnepekre szánt dal. A Hot 100-as listán töltött hatodik hete alatt Adele egyszerre két top 5-ös helyezést ért el: az Easy on Me az első helyen, az Oh My God pedig az ötödik helyen debütált. Az Easy on Me 10 hétig maradt az első helyen, ezzel a Hello-val holtversenyben Adele leghosszabb ideig első helyen álló dala a Hot 100-as listán. A tizennegyedik héten az Easy on Me lett az első dal, amely a másfél évvel korábbi The Weeknd Blinding Lights (2019) dala óta átlépte a 100 milliós rádiós elérést. Az Amerikai Hanglemezgyártók Szövetsége 2022 novemberében négyszeres platina minősítést adott neki.
Az Egyesült Királyságban az Easy on Me az első helyen debütált az Official Singles Chart első helyén a 2021. október 28-ra kiadott listán. A 217 300 darabos eladással 2017 óta ez volt a legmagasabb első heti eladás bármelyik dal esetében. Az Easy on Me nyolc nem egymást követő hetet töltött az első helyen, ezzel az Egyesült Királyságban Adele leghosszabb ideig listavezető kislemeze lett. A Brit Hanglemezgyártók Szövetsége 2023 júniusában háromszoros platina minősítést adott neki. Az Easy on Me az ausztrál ARIA Singles Chart élén debütált, ez lett a harmadik dala, amely elérte ezt a pozíciót. Négy hetet töltött a csúcson, és hatszoros platina minősítést kapott az Ausztrál Hanglemezgyártók Szövetségtől. Kanadában az Easy on Me nyolc hetet töltött a Canadian Hot 100-as lista első helyén. A Music Canada 2022 januárjában háromszoros platina minősítéssel illette. Ezen kívül az Easy on Me első lett Ausztriában, Belgiumban, Costa Ricában, Horvátországban, Csehországban, Dániában, Németországban, Izlandon, Írországban, Izraelben, Olaszországban, Litvániában, Malajziában, Hollandiában, Új-Zélandon, Norvégiában, Szingapúrban, Szlovákiában, Dél-Afrikában, Svédországban, és Svájcban. A dal Brazíliában kétszeres gyémánt, Franciaországban gyémánt, Portugáliában és Svájcban háromszoros platina, Dániában, Olaszországban, Mexikóban, Új-Zélandon, Lengyelországban, és Svédországban kétszeres platina, Belgiumban, Németországban, Spanyolországban, és Görögországban platina, Ausztriában pedig arany minősítést kapott.

## Videóklip
Xavier Dolan rendezte a dalhoz készült videóklipet, aki korábban a Hello klipjén is dolgozott. A dalt ugyanabban a házban forgatták, mint a Hello-t, a Québec állambeli Suttonban, a Chemin Jordan és a Domaine Dumont Chapelle Ste-Agnès-ben 2021. szeptember 15-én és 16-án. A videó fekete-fehéren indul, majd a közepén színesre vált. A Camp szerint „ott folytatódik, ahol a Hello abbamaradt”. Adele végignéz az üres házon és az ablakon keresztül, mielőtt összepakolja a holmiját, napszemüveget vesz fel, és kiköltözik. Beszél valakivel egy mobiltelefonon, és betesz egy kazettát egy bútorszállító kocsi kazettás magnójába, amely az Easy on Me-t játssza. Adele a saját házassága végét gyászolja, miközben elautózik, és egy másik pár eljegyzési ünnepségét nézi végig, miközben több oldalnyi kotta repül ki az autó ablakán.
A videót 2021. október 15-én, brit idő szerint éjfélkor, a premier idején 200 000 néző látta. A videó 12 órán belül 12 millió, a megjelenést követő hat napon belül pedig 90 millió megtekintést ért el. Több kritikus úgy vélte, hogy a klip más Adele-klipekre utal, többek között a Hello-ra, a Rolling in the Deep-re (2010) és a Chasing Pavements-re (2008). Rose Maura Lorre, a Parade munkatársa a Hello folytatásaként írta le, és a benne lévő széket a Rolling in the Deep klipjéhez hasonlította. Sophia McFarland, a The Spokesman-Review munkatársa úgy vélte, hogy „önmagában is filmes remekmű”. Mark Savage, a BBC News munkatársa úgy vélte, hogy a fekete-fehérről a színekre való áttérés „egy olyan nő hangja, aki szétszedte az egész világát, és rájött, hogy nem kell bűntudatot éreznie, amiért önmagát helyezi előtérbe”. A klip forgatásán készült bakikat tartalmazó videót 2021. november 4-én tették közzé.

## Élő előadások és feldolgozások
Adele először a CBS Adele One Night Only (2021) című különkiadása során adta elő élőben az Easy on Me-t. A dalt 2021. november 20-án, a 23. NRJ Music Awards díjátadón adta elő újra. Adele az ITV különkiadásában, az An Audience with Adele (2021) című műsorában első próbálkozása során rossz hangot énekelt ki, és újra kezdte az előadást. Az Easy on Me című dalt a 2022. július 1-jén és 2-án tartott British Summer Time koncertjein is előadta. Adele felvette a dalt a Weekends with Adele, a 2022–2024-as Las Vegas-i koncertrezidenciája setlistjére. Egy teljes hosszúságú fekete ruhát viselt, és korallzöld háttér előtt énekelt. A 2022. november 18-i The New York Times kritikájában Lindsay Zoladz úgy vélte, hogy Adele idegesnek tűnt, és „egy kicsit túlságosan is arra támaszkodott, hogy a tömeget arra ösztönözze, hogy énekelje a szövegeit”, a Harper’s Bazaartól Bianca Betancourt pedig úgy vélte, hogy „láthatóan érzelmesnek tűnt” előtte.
Az Easy on Me-ből számos előadó készített feldolgozást. Kanye West és a Sunday Service Choir egy módosított szövegű feldolgozást adott elő Virgil Abloh tiszteletére, miután 2021. november 28-án elhunyt. Chloe Bailey 2021. december 9-én töltött fel egy feldolgozást a dalból, amely füttyhangokat és vokális átvezetéseket tartalmazott; Wongo Okon, az Uproxx munkatársa úgy kommentálta, hogy a lány gond nélkül elénekelte a kihívást jelentő dalt. 2022. január 4-én Travis Barker kiadott egy feldolgozást, amelyen ő dobolt és gitározott és rockballadává alakította át a dalt. A Vitamin String Quartet, amelynek hegedűse, Leah Zeger kísérte Adele-t a One Night Only előadásán, 2022. március 4-én kiadta az Easy on Me vonós hangszeres változatát. Keith Urban egy 2022. márciusi koncerten mutatta be a dal akusztikus gitárral előadott feldolgozását: „Szeretnék egy különleges dedikációt tenni ma este valakinek, akit egyszerűen imádok, mint előadót, mint dalszerzőt, mint úttörőt, [...] Szeretünk téged Adele, ó, igen, szeretünk.” 2023 júliusában a 13 éves zenész, Nandi Bushell megosztotta a dal feldolgozását; a képaláírásban megjegyezte, hogy ez volt az első videója, amelyben egyszerre énekelt és zongorázott. Az Easy on Me-t a The Voice tehetségkutató műsor versenyzői is feldolgozták.

## Közreműködők
Közreműködők listája a 30 albumfüzete alapján.
- Greg Kurstin – producer, hangmérnök, basszusgitár, kick drum, zongora
- Adele – vokál, dalszerző
- Alex Pasco – hangmérnök
- Julian Burg – hangmérnök
- Matt Scatchell - hangmérnöki asszisztens
- Randy Merrill – maszterelés
- Tom Elmhirst – hangkeverés

## Helyezések
| Lista (2021–2022)                                    | Legjobb helyezés |
| ---------------------------------------------------- | ---------------- |
| Argentina (Argentina Hot 100)                        | 45               |
| Ausztrália (ARIA)                                    | 1                |
| Ausztria (Ö3 Austria Top 40)                         | 1                |
| Belgium (Ultratop 50 Flanders)                       | 1                |
| Belgium (Ultratop 50 Wallonia)                       | 1                |
| Bolívia (Monitor Latino)                             | 7                |
| Brazília Rádiós lista(Crowley Charts)                | 43               |
| Brazília Nemzetközi poprádiós lista (Crowley Charts) | 1                |
| Bulgária (PROPHON)                                   | 8                |
| Kanada (Canadian Hot 100)                            | 1                |
| Kanada AC (Billboard)                                | 1                |
| Kanada CHR/Top 40 (Billboard)                        | 1                |
| Kanada Hot AC (Billboard)                            | 1                |
| Chile (Monitor Latino)                               | 10               |
| Kolumbia (Promúsica)                                 | 6                |
| Costa Rica (Fonotica)                                | 1                |
| Horvátország (ARC 100)                               | 1                |
| Csehország (Rádio Top 100)                           | 1                |
| Csehország (Singles Digitál Top 100)                 | 1                |
| Dánia (Tracklisten Top 40)                           | 1                |
| Salvador (ASAP EGC)                                  | 3                |
| Finnország (Singlet Top 20)                          | 2                |
| Franciaország (Single Top 100)                       | 2                |
| Németország (Media Control Charts)                   | 1                |
| Global 200 (Billboard)                               | 1                |
| Görögország Nemzetközi dalok (IFPI)                  | 1                |
| Magyarország (Rádiós Top 40)                         | 24               |
| Magyarország (Single Top 40)                         | 3                |
| Magyarország (Stream Top 40)                         | 6                |
| Izland (Plötutíðindi)                                | 1                |
| India Nemzetközi dalok (IMI)                         | 9                |
| Indonézia (Billboard)                                | 5                |
| Írország (IRMA)                                      | 1                |
| Izrael (Media Forest)                                | 1                |
| Olaszország (FIMI)                                   | 1                |
| Japán (Billboard Japan Hot 100)                      | 48               |
| Libanon (OLT20)                                      | 4                |
| Litvánia (AGATA)                                     | 1                |
| Luxemburg (Billboard)                                | 12               |
| Malajzia (RIM)                                       | 1                |
| Mexikó Rádiós lista (Billboard)                      | 2                |
| Hollandia (Top 40)                                   | 1                |
| Hollandia (Single Top 100)                           | 1                |
| Új-Zéland (Recorded Music NZ)                        | 1                |
| Norvégia (VG-lista)                                  | 1                |
| Panama (Monitor Latino)                              | 13               |
| Peru (UNIMPRO)                                       | 23               |
| Fülöp-szigetek (Billboard)                           | 6                |
| Lengyelország (Polish Airplay Top 20)                | 11               |
| Portugália (AFP Top 100 Singles)                     | 2                |
| Puerto Rico (Monitor Latino)                         | 14               |
| Románia (Airplay 100)                                | 64               |
| Szingapúr (RIAS)                                     | 1                |
| Szlovákia (Rádio Top 100)                            | 2                |
| Szlovákia (Singles Digitál Top 100)                  | 1                |
| Spanyolország (PROMUSICAE)                           | 12               |
| Dél-Afrika (RISA)                                    | 1                |
| Dél-Korea (Gaon)                                     | 89               |
| Svédország (Sverigetopplistan)                       | 1                |
| Svájc (Schweizer Hitparade)                          | 1                |
| Egyesült Királyság (UK Singles Chart)                | 1                |
| Uruguay (Monitor Latino)                             | 15               |
| US Billboard Hot 100                                 | 1                |
| US Adult Contemporary (Billboard)                    | 1                |
| US Adult Top 40 (Billboard)                          | 1                |
| US Country Airplay (Billboard) Chris Stapletonnal    | 25               |
| US Dance/Mix Show Airplay (Billboard)                | 6                |
| US Mainstream Top 40 (Billboard)                     | 1                |
| US R&B/Hip-Hop Airplay (Billboard)                   | 18               |
| US Rhythmic (Billboard)                              | 38               |
| US Rock Airplay (Billboard)                          | 33               |
| US Rolling Stone Top 100                             | 1                |
| Vietnám (Billboard Vietnam Hot 100)                  | 22               |

| Lista (2021)                         | Helyezés |
| ------------------------------------ | -------- |
| Ausztrália (ARIA)                    | 33       |
| Ausztria (Ö3 Austria Top 40)         | 44       |
| Belgium (Ultratop Flanders)          | 51       |
| Belgium (Ultratop Wallonia)          | 65       |
| Kanada (Canadian Hot 100)            | 70       |
| Dánia (Tracklisten)                  | 51       |
| Franciaország (SNEP)                 | 98       |
| Németország (Official German Charts) | 67       |
| Global 200 (Billboard)               | 127      |
| Magyarország (Single Top 40)         | 41       |
| Magyarország (Stream Top 40)         | 58       |
| Írország (IRMA)                      | 17       |
| Hollandia (Dutch Top 40)             | 42       |
| Hollandia (Single Top 100)           | 28       |
| Új-Zéland (Recorded Music NZ)        | 39       |
| Norvégia (VG-lista)                  | 32       |
| Portugália (AFP)                     | 84       |
| Svédország (Sverigetopplistan)       | 48       |
| Svájc (Schweizer Hitparade)          | 37       |
| Egyesült Királyság (OCC)             | 12       |
| US Adult Contemporary (Billboard)    | 21       |

| Lista (2022)                         | Helyezés |
| ------------------------------------ | -------- |
| Ausztrália (ARIA)                    | 17       |
| Ausztria (Ö3 Austria Top 40)         | 55       |
| Belgium (Ultratop Flanders)          | 28       |
| Belgium (Ultratop Wallonia)          | 50       |
| Kanada (Canadian Hot 100)            | 11       |
| Dánia (Tracklisten)                  | 29       |
| Franciaország (SNEP)                 | 92       |
| Németország (Official German Charts) | 72       |
| Global 200 (Billboard)               | 6        |
| Litvánia (AGATA)                     | 64       |
| Hollandia (Dutch Top 40)             | 83       |
| Hollandia (Single Top 100)           | 66       |
| Új-Zéland (Recorded Music NZ)        | 14       |
| Oroszország Rádiós lista (TopHit)    | 153      |
| Svédország (Sverigetopplistan)       | 33       |
| Svájc (Schweizer Hitparade)          | 34       |
| Egyesült Királyság (OCC)             | 22       |
| US Billboard Hot 100                 | 4        |
| US Adult Contemporary (Billboard)    | 1        |
| US Adult Top 40 (Billboard)          | 10       |
| US Mainstream Top 40 (Billboard)     | 11       |

| Lista (2023)           | Helyezés |
| ---------------------- | -------- |
| Global 200 (Billboard) | 107      |

## Minősítések és eladási adatok
| Régió | Minősítés  | Eladott példányszám |
| --- | ---------- | ------------------- |
| Ausztrália (ARIA) | 6× platina | 420 000‡            |
| Ausztria (IFPI Austria)                                                                                                 | arany      | 15 000‡             |
| Belgium (BEA) | platina    | 40 000‡             |
| Brazília (Pro-Música Brasil)                                                                                            | 3× gyémánt | 480 000‡            |
| Kanada (Music Canada)                                                                                                   | 3× platina | 240 000‡            |
| Dánia (IFPI Denmark) | 2× platina | 180 000‡            |
| Franciaország (SNEP) | gyémánt    | 333 333‡            |
| Németország (BVMI) | platina    | 400 000‡            |
| Olaszország (FIMI) | 3× platina | 210 000‡            |
| Mexikó (AMPROFON) | 2× platina | 120 000‡            |
| Új-Zéland (RMNZ) | 2× platina | 60 000‡             |
| Lengyelország (ZPAV) | 2× platina | 40 000‡             |
| Portugália (AFP) | 3× platina | 30 000‡             |
| Spanyolország (PROMUSICAE)                                                                                              | platina    | 40 000‡             |
| Svájc(IFPI Switzerland)                                                                                                 | 3× platina | 60 000‡             |
| Egyesült Királyság (BPI)                                                                                                | 4× platina | 2 400 000‡          |
| Egyesült Államok (RIAA)                                                                                                 | 4× platina | 4 000 000‡          |
| Streaming |            |                     |
| Görögország (IFPI Greece)                                                                                               | platina    | 2 000 000†*         |
| Svédország (GLF) | 2× platina | 16 000 000†         |
| ‡ Eladási+streaming példányszámok kizárólag a minősítés alapján. † Csak streaming számok kizárólag a minősítés alapján. |            |                     |

## Megjelenési történet
| Régió            | Dátum              | Formátum(ok)                 | Változat                 | Kiadó(k)      | For.   |
| ---------------- | ------------------ | ---------------------------- | ------------------------ | ------------- | ------ |
| Világszerte      | 2021. október 15.  | Digitális letöltés streaming | Eredeti                  | Columbia      | [ 34 ] |
| Olaszország      | 2021. október 15.  | Rádiós megjelenés            | Eredeti                  | Sony          | [ 35 ] |
| Egyesült Államok | 2021. október 18.  | Adult contemporary radio     | Eredeti                  | Columbia      | [ 36 ] |
| Egyesült Államok | 2021. október 18.  | Triple A radio               | Eredeti                  | Columbia      | [ 37 ] |
| Egyesült Államok | 2021. október 19.  | Contemporary hit radio       | Eredeti                  | Columbia      | [ 38 ] |
| Németország      | 2021. október 22.  | CD                           | Eredeti                  | Columbia Sony | [ 39 ] |
| Világszerte      | 2021. november 5.  | Kazetta                      | Eredeti                  | Columbia      | [ 40 ] |
| Egyesült Államok | 2021. november 19. | Country radio                | Duett Chris Stapletonnal | In2une        | [ 42 ] |

## Lásd még
- A Billboard Hot 100 listavezetői 2021-ben
- A Billboard Hot 100 listavezetői 2022-ben
- Grammy-díj a legjobb szóló popénekes teljesítményért

## Fordítás
Ez a szócikk részben vagy egészben  az   Easy on Me című angol Wikipédia-szócikk fordításán alapul.  Az eredeti cikk szerkesztőit annak laptörténete sorolja fel. Ez a jelzés csupán a megfogalmazás eredetét és a szerzői jogokat jelzi, nem szolgál a cikkben szereplő információk forrásmegjelöléseként.

## Forrás
1. ↑  (2015) Album jegyzetek for 25.
2. ↑  Welsh, Daniel: Adele Shares Brand New Snippet of Her First Single in Six Years. HuffPost , 2021. október 5. [2022. augusztus 19-i dátummal az eredetiből archiválva]. (Hozzáférés: 2022. augusztus 19.)
3. ↑  Bacle, Ariana: Greg Kurstin Talks Collaborating with Adele for 'Hello'. Entertainment Weekly, 2015. október 26. [2021. augusztus 2-i dátummal az eredetiből archiválva]. (Hozzáférés: 2022. augusztus 19.)
4. ↑  'Saturday Night Live: Adele 'Excited' and 'Terrified' to Host. BBC News, 2020. október 19. [2023. március 9-i dátummal az eredetiből archiválva]. (Hozzáférés: 2023. október 10.)
5. ↑  Braidwood, Ella: Everything We Know So Far About Adele's New Album. NME, 2018. június 25. [2018. november 30-i dátummal az eredetiből archiválva]. (Hozzáférés: 2018. december 1.)
6. ↑  „Adele Files for Divorce from Husband Simon Konecki”, BBC News, 2019. szeptember 13.. [2019. szeptember 13-i dátummal az eredetiből archiválva] (Hozzáférés: 2022. április 12.)
7. 1 2 3 4  Aguirre, Abby: Adele on the Other Side. Vogue, 2021. október 7. [2021. október 7-i dátummal az eredetiből archiválva]. (Hozzáférés: 2021. október 8.)
8. ↑  O'Connor, Roisin: Adele Voicenotes Reveal Emotional Discussions of Divorce with Her Son, Angelo, 2021. november 19. [2021. november 19-i dátummal az eredetiből archiválva]. (Hozzáférés: 2021. december 25.)
9. 1 2 3  (2021) Album jegyzetek for 30.
10. ↑  Garcia, Thania: See Adele Tell the Stories Behind 'Chasing Pavements,' 'Easy on Me,' More Songs. Variety, 2022. augusztus 17. [2022. november 10-i dátummal az eredetiből archiválva]. (Hozzáférés: 2023. október 10.)
11. ↑  Towers, Andrea: Adele Says Her Closest Friends Weren't Impressed with Their First Listen of 'Easy on Me'. Entertainment Weekly, 2021. október 17. [2021. október 17-i dátummal az eredetiből archiválva]. (Hozzáférés: 2023. október 10.)
12. ↑  Iasimone, Ashley: Adele Considered Three 'Very Different' Options Before Releasing 'Easy on Me' as New Single. Billboard, 2021. október 17. [2021. november 17-i dátummal az eredetiből archiválva]. (Hozzáférés: 2022. július 4.)
13. ↑  'Easy on Me' by Adele. Apple Music (US). [2021. október 14-i dátummal az eredetiből archiválva]. (Hozzáférés: 2023. október 1.)
14. ↑  Adele "Easy on Me" Sheet Music - Download & Print. musicnotes.com, 2021. október 5.
15. 1 2  Sisario, Ben: Adele Is No. 1 Once Again, with 'Easy on Me'. The New York Times , 2021. október 25. [2021. október 25-i dátummal az eredetiből archiválva]. (Hozzáférés: 2023. október 10.)
16. 1 2 3 4 5  Levine, Nick: Adele's Voice Has Never Sounded Better Than on Her Stunning New Song 'Easy on Me'. NME, 2021. október 15. [2021. október 16-i dátummal az eredetiből archiválva]. (Hozzáférés: 2021. október 15.)
17. ↑  Rettig, James: Adele's New Song 'Easy On Me' Out 10/15. Stereogum , 2021. október 5. [2021. október 5-i dátummal az eredetiből archiválva]. (Hozzáférés: 2021. október 5.)
18. 1 2 3 4 5  Petridis, Alexis: Adele: 'Easy on Me' Review – Reliably, Relatably Adele-esque, 2021. október 15. [2021. október 16-i dátummal az eredetiből archiválva]. (Hozzáférés: 2021. október 15.)
19. ↑  DeLuca, Dan: Adele Makes an Impressive Return with 30'. The Philadelphia Inquirer , 2021. november 17. [2021. november 17-i dátummal az eredetiből archiválva]. (Hozzáférés: 2023. október 12.)
20. 1 2 3 4 5 6  McCormick, Neil. „Adele, 'Easy on Me', Review: The Voice That Digs Deepest Into the Soul of the World”, The Daily Telegraph , 2021. október 15.. [2021. október 16-i dátummal az eredetiből archiválva] (Hozzáférés: 2021. október 15.)
21. ↑  Wood, Mikael: Adele Returns with All the Breakup Feels on 'Easy on Me'. Los Angeles Times , 2021. október 14. [2021. október 15-i dátummal az eredetiből archiválva]. (Hozzáférés: 2023. október 10.)
22. ↑  Yeung, Neil Z.: '30 – Adele. AllMusic. [2022. november 3-i dátummal az eredetiből archiválva]. (Hozzáférés: 2021. december 1.)
23. 1 2  Kaplan, Ilana: Adele's 30 Is Much More than a Divorce Album — It's a Hard-Won Journey to Self-Love. Consequence , 2021. november 16. [2021. november 17-i dátummal az eredetiből archiválva]. (Hozzáférés: 2023. október 10.)
24. ↑  Olivier, Bobby: Adele Wonders What's Next on Powerful 30'. Spin , 2021. november 19. [2021. november 19-i dátummal az eredetiből archiválva]. (Hozzáférés: 2023. október 10.)
25. ↑  Mapes, Jillian: Adele: 30 Album Review. Pitchfork , 2021. november 22. [2021. november 24-i dátummal az eredetiből archiválva]. (Hozzáférés: 2021. december 22.)
26. 1 2 3  Pollard, Alexandra: With 'Easy on Me', Adele Has Returned with Exposed Wounds – Review, 2021. október 15. [2021. október 15-i dátummal az eredetiből archiválva]. (Hozzáférés: 2021. október 15.)
27. 1 2  Camp, Alexa: Adele's 'Easy on Me' Is a Weepy but Understated Bid for Emotional Restoration. Slant Magazine, 2021. október 14. [2021. október 16-i dátummal az eredetiből archiválva]. (Hozzáférés: 2021. október 15.)
28. 1 2  Mamo, Heran: Adele Fans Have at Least 30 Reasons to Think New Music Is Almost Here. Billboard, 2021. október 1. [2021. október 4-i dátummal az eredetiből archiválva]. (Hozzáférés: 2021. október 5.)
29. ↑  Savage, Mark. „Adele: Anticipation Builds for New Music as Singer Updates Social Media”, BBC News, 2021. október 4.. [2021. október 4-i dátummal az eredetiből archiválva] (Hozzáférés: 2021. október 5.)
30. ↑  Moreau, Jordan: Adele Returns: New Single 'Easy on Me' Is Coming Next Week. Variety , 2021. október 5. [2021. október 5-i dátummal az eredetiből archiválva]. (Hozzáférés: 2021. október 5.)
31. ↑  Bowenbank, Starr: Adele Fans Are Overcome with Emotion from 'Easy On Me' Snippet: See the Best Reactions. Billboard, 2023. október 10. [2021. december 1-i dátummal az eredetiből archiválva]. (Hozzáférés: 2021. október 5.)
32. ↑  Kaufman, Gil: Adele Is Back: Listen to 'Easy on Me' Teaser Now. Billboard, 2021. október 5. [2021. október 5-i dátummal az eredetiből archiválva]. (Hozzáférés: 2021. október 5.)
33. ↑  Iasimone, Ashley: Adele Drops 'Easy on Me' Song Preview on Instagram Live. Billboard, 2021. október 9. [2021. október 10-i dátummal az eredetiből archiválva]. (Hozzáférés: 2021. október 10.)
34. 1 2  Aubrey, Elizabeth: Adele's New Song: How to Listen to 'Easy on Me' on Spotify, iTunes and Other Streaming Services. The Independent , 2021. október 15. [2021. október 14-i dátummal az eredetiből archiválva]. (Hozzáférés: 2023. október 10.)
35. 1 2  Sisti, Sara: Adele 'Easy on Me' (olasz nyelven). Radio Airplay SRL. [2021. október 16-i dátummal az eredetiből archiválva]. (Hozzáférés: 2021. október 16.)
36. 1 2  Hot/Modern/AC Future Releases. All Access Music Group. [2021. október 8-i dátummal az eredetiből archiválva]. (Hozzáférés: 2021. október 7.)
37. 1 2  Triple A Future Releases. All Access Music Group. [2021. október 16-i dátummal az eredetiből archiválva]. (Hozzáférés: 2021. október 16.)
38. 1 2  Top 40/M Future Releases. All Access Music Group. [2021. október 13-i dátummal az eredetiből archiválva]. (Hozzáférés: 2021. október 13.)
39. 1 2  'Easy on Me' - Adele (német nyelven). Amazon (DE). [2021. október 15-i dátummal az eredetiből archiválva]. (Hozzáférés: 2021. október 15.)
40. 1 2  'Easy on Me' Single Cassette. Adele | Official Store. [2021. október 14-i dátummal az eredetiből archiválva]. (Hozzáférés: 2021. október 14.)
41. ↑  Freeman, Jon: Adele Discusses Chris Stapleton Collaboration: 'Our Voices Work Brilliantly Together'. Rolling Stone, 2021. november 22. [2021. november 22-i dátummal az eredetiből archiválva]. (Hozzáférés: 2023. október 10.)
42. 1 2  Nicholson, Jessica: Adele & Chris Stapleton 'Easy on Me' Collaboration Headed to Country Radio. Billboard, 2021. november 17. [2021. november 19-i dátummal az eredetiből archiválva]. (Hozzáférés: 2021. november 19.)
43. ↑  'Billboard Charts Legend. Billboard. [2023. szeptember 22-i dátummal az eredetiből archiválva]. (Hozzáférés: 2023. október 12.)
44. ↑  Trust, Gary: Adele Makes Crossover History, as 'Easy on Me,' with Chris Stapleton, Debuts on Country Airplay Chart. Billboard, 2021. november 24. [2021. november 24-i dátummal az eredetiből archiválva]. (Hozzáférés: 2023. október 10.)
45. ↑  Ng, Kate: Tissue Sales Jump Following Release of Adele's 'Easy on Me', Ocado Report Says. The Independent , 2021. november 30. [2021. november 30-i dátummal az eredetiből archiválva]. (Hozzáférés: 2023. október 10.)
46. 1 2 3 4  Embley, Jochan: Adele - 'Easy on Me' Review: She's Back, and She's Still Sublime. Evening Standard , 2021. október 15. [2021. október 16-i dátummal az eredetiből archiválva]. (Hozzáférés: 2021. október 15.)
47. 1 2 3 4  Sturges, Fiona: Adele's 'Easy on Me' Is an Anthemic Comeback - and Her Voice Is Still Remarkable, 2021. október 15. [2021. október 16-i dátummal az eredetiből archiválva]. (Hozzáférés: 2021. október 15.)
48. 1 2  Hodgkinson, Will. „Adele 'Easy on Me' Review: A Great Tune but It Won't Change the World”, The Times , 2021. október 14.. [2021. október 16-i dátummal az eredetiből archiválva] (Hozzáférés: 2021. október 15.)
49. ↑  Woodyatt, Amy. „Adele's New Single, 'Easy on Me,' Has Finally Dropped. So What's the Verdict?”, Herald & Review , 2021. október 15.. [2021. október 15-i dátummal az eredetiből archiválva] (Hozzáférés: 2021. október 15.)
50. ↑  Carras, Christi: Adele Will Chat with Oprah Winfrey and Perform New Songs in a Two-hour TV Special. Los Angeles Times , 2021. október 18. [2021. október 18-i dátummal az eredetiből archiválva]. (Hozzáférés: 2023. október 12.)
51. 1 2  Zhang, Cat: Adele – 'Easy on Me'. Pitchfork , 2021. október 15. [2021. október 16-i dátummal az eredetiből archiválva]. (Hozzáférés: 2021. október 16.)
52. ↑  Murray, Robin: Adele – 30'. Clash, 2021. november 17. [2021. november 23-i dátummal az eredetiből archiválva]. (Hozzáférés: 2023. október 8.)
53. ↑  Lipshutz, Jason: Adele's 'Easy on Me' Offers a New Type of Raw Power. Billboard, 2021. október 15. [2021. november 17-i dátummal az eredetiből archiválva]. (Hozzáférés: 2023. október 9.)
54. ↑  Sheffield, Rob: '30 Is the Best Adele Album Yet. Rolling Stone, 2021. november 17. [2021. november 17-i dátummal az eredetiből archiválva]. (Hozzáférés: 2021. november 17.)
55. 1 2  Piatkowski, Peter: Adele Returns for More Heartbreak with the Melancholic 30'. PopMatters , 2021. november 22. [2021. november 24-i dátummal az eredetiből archiválva]. (Hozzáférés: 2023. október 8.)
56. ↑  Willman, Chris: Adele's 30 Is Her Emotionally Rawest, Riskiest and Best Record: Album Review. Variety , 2021. november 16. [2022. április 19-i dátummal az eredetiből archiválva]. (Hozzáférés: 2023. október 8.)
57. ↑  Cobbald, David: Adele's 30 Takes a Bold Leap Into the Unknown. The Line of Best Fit , 2021. november 17. [2021. november 18-i dátummal az eredetiből archiválva]. (Hozzáférés: 2021. november 17.)
58. ↑  Every Adele Song, Ranked. Rolling Stone, 2021. december 9. [2022. június 11-i dátummal az eredetiből archiválva]. (Hozzáférés: 2023. október 12.)
59. ↑  The 21 Best Adele Songs Ranked from Worst to Best. Far Out , 2022. május 5. [2023. október 22-i dátummal az eredetiből archiválva]. (Hozzáférés: 2023. október 12.)
60. ↑  Benitez-Eves, Tina: Top 10 Adele Songs. American Songwriter , 2022. október 22. [2022. október 28-i dátummal az eredetiből archiválva]. (Hozzáférés: 2023. október 12.)
61. ↑  Atkinson, Katie: The 100 Best Songs of 2021: Staff List. Billboard, 2021. december 7. [2021. december 7-i dátummal az eredetiből archiválva]. (Hozzáférés: 2023. június 17.)
62. ↑  Gunn, Charlie: The 45 Best Songs of 2021. The Forty-Five , 2021. december 7. [2021. december 7-i dátummal az eredetiből archiválva]. (Hozzáférés: 2023. június 17.)
63. ↑  The 50 Best Songs of 2021. NME , 2021. december 7. [2021. december 7-i dátummal az eredetiből archiválva]. (Hozzáférés: 2023. június 17.)
64. ↑  Ragusa, Paolo: Top 50 Songs of 2021. Consequence , 2021. december 6. [2021. december 6-i dátummal az eredetiből archiválva]. (Hozzáférés: 2023. június 17.)
65. ↑  de Sole, Rickie: The 38 Best Songs of 2021, According to Vogue Editors. Vogue , 2021. december 7. [2022. március 23-i dátummal az eredetiből archiválva]. (Hozzáférés: 2022. július 9.)
66. ↑  Snapes, Laura: Adele Sweeps Gender-Neutral Brit Awards Dominated by Women. The Guardian , 2022. február 8. [2022. február 10-i dátummal az eredetiből archiválva]. (Hozzáférés: 2022. február 9.)
67. ↑  'Gaffa-Vinnare: Adele, Abba Och Thåström (dán nyelven). Musikindustrin.se , 2022. április 11. [2020. január 31-i dátummal az eredetiből archiválva]. (Hozzáférés: 2022. április 11.)
68. ↑  Gordon, Holly. „Here Are All the 2022 Juno Award Winners”, CBC.ca, 2022. május 14.. [2022. május 15-i dátummal az eredetiből archiválva] (Hozzáférés: 2022. május 15.)
69. ↑  „2022 New Music Awards Announcement: And the Winners Are ...”, New Music Weekly, 2022. március 19.. [2022. június 17-i dátummal az eredetiből archiválva] (Hozzáférés: 2022. június 17.)
70. ↑  „Grammy Awards: Complete List of Winners”, The Hollywood Reporter, 2023. február 5.. [2023. február 6-i dátummal az eredetiből archiválva] (Hozzáférés: 2023. február 6.)
71. ↑  People's Choice Awards 2021 Winners: The Complete List. E!, 2021. december 8. [2021. december 9-i dátummal az eredetiből archiválva]. (Hozzáférés: 2021. december 8.)
72. ↑  Heching, Dan: See Who Won at the American Music Awards. CNN, 2022. november 20. [2022. november 21-i dátummal az eredetiből archiválva]. (Hozzáférés: 2022. november 21.)
73. ↑  Seemayer, Zach: 2022 iHeartRadio Music Awards: The Complete Winners List. Entertainment Tonight . [2022. március 25-i dátummal az eredetiből archiválva]. (Hozzáférés: 2022. március 23.)
74. ↑  Savage, Mark. „Ed Sheeran, Adele and Inflo Up for IvorNovello Awards”, BBC News, 2022. április 7.. [2022. április 7-i dátummal az eredetiből archiválva] (Hozzáférés: 2022. április 7.)
75. ↑  Guglielmi, Jodi: MTV VMAs 2022: See the Complete Winners List. Rolling Stone, 2022. augusztus 28. [2022. augusztus 28-i dátummal az eredetiből archiválva]. (Hozzáférés: 2022. augusztus 29.)
76. ↑  Zhan, Jennifer: 'Tis the Season for Mariah Carey to Set Yet Another Record. Vulture , 2022. december 25. [2022. december 25-i dátummal az eredetiből archiválva]. (Hozzáférés: 2023. október 5.)
77. ↑  Most Streamed Track on Spotify in One Week. Guinness World Records . [2021. február 3-i dátummal az eredetiből archiválva]. (Hozzáférés: 2023. október 5.)
78. 1 2  Shafer, Ellise: Adele's 'Easy on Me' Breaks Spotify Record for Most Streams in a Single Day. Variety, 2021. október 15. [2021. október 16-i dátummal az eredetiből archiválva]. (Hozzáférés: 2021. október 17.)
79. 1 2  Ainsley, Helen: Adele Makes Record-Breaking Number 1 Debut with 'Easy on Me'. Official Charts Company, 2021. október 29. [2021. november 4-i dátummal az eredetiből archiválva]. (Hozzáférés: 2021. október 30.)
80. ↑  Hassan, Jennifer: Adele's New Single 'Easy on Me' Shatters Spotify, Amazon Music Records. The Washington Post, 2021. október 17. [2021. október 17-i dátummal az eredetiből archiválva]. (Hozzáférés: 2021. október 17.)
81. ↑  Trust, Gary: Adele's 'Easy on Me' Dominates Both Billboard Global Charts. Billboard, 2021. október 25. [2022. január 31-i dátummal az eredetiből archiválva]. (Hozzáférés: 2022. január 31.)
82. ↑  Trust, Gary: Adele's 'Easy on Me' Debuts on Billboard Hot 100 From Its First Five Hours of Release. Billboard, 2021. október 18. [2021. október 18-i dátummal az eredetiből archiválva]. (Hozzáférés: 2021. október 19.)
83. ↑  Trust, Gary: Adele's 'Easy on Me' Blasts to No. 1 on Billboard Hot 100. Billboard, 2021. október 25. [2021. október 26-i dátummal az eredetiből archiválva]. (Hozzáférés: 2021. október 25.)
84. ↑  Willman, Chris: Adele's 'Easy on Me' Is the Most-Added Song in Radio History, Plus More Record-Breaking Stats. Variety, 2021. október 22. [2021. október 22-i dátummal az eredetiből archiválva]. (Hozzáférés: 2021. október 22.)
85. ↑  Anderson, Trevor: Adele's 'Easy on Me' Joins Elite List of Biggest Hot 100 No. 1s of Last 30 Years. Billboard. [2021. október 27-i dátummal az eredetiből archiválva]. (Hozzáférés: 2021. október 27.)
86. ↑  Trust, Gary: Adele Leads Hot 100 for Third Week, Glass Animals Complete Record Run to Top 10. Billboard, 2021. november 8. [2021. november 8-i dátummal az eredetiből archiválva]. (Hozzáférés: 2021. november 9.)
87. ↑  Trust, Gary: Adele's 'Easy on Me' Rebounds for Fifth Week Atop Billboard Hot 100, 'Oh My God' Debuts at No. 5. Billboard, 2021. november 29. [2021. december 3-i dátummal az eredetiből archiválva]. (Hozzáférés: 2021. november 30.)
88. ↑  Trust, Gary: Adele's 'Easy on Me' Tops Billboard Hot 100 for Milestone 10th Week. Billboard, 2022. január 24. [2022. január 25-i dátummal az eredetiből archiválva]. (Hozzáférés: 2022. január 25.)
89. ↑  Trust, Gary: Adele Holds Atop Billboard Hot 100, Gunna & Future, Gayle Hit Top 10. Billboard, 2022. január 18. [2022. január 18-i dátummal az eredetiből archiválva]. (Hozzáférés: 2022. január 18.)
90. 1 2  American single   certifications – Adele – Easy On Me. Amerikai Hanglemezgyártók Szövetsége. (Hozzáférés: 2022. november 4.) Ha szükséges, kattints ide Advanced, kattints ide Format, válaszd ki Single,  kattints ide SEARCH.
91. ↑  Griffiths, George: Adele Scores Official Charts Double as 30 Makes a Record-breaking Number 1 Debut. Official Charts Company, 2021. november 26. [2022. január 19-i dátummal az eredetiből archiválva]. (Hozzáférés: 2022. január 8.)
92. ↑  Griffiths, George: Adele's 'Easy on Me' Reclaims Top Spot While Sam Fender Bags Personal Best. Official Charts Company, 2022. január 7. [2022. január 7-i dátummal az eredetiből archiválva]. (Hozzáférés: 2022. január 8.)
93. 1 2  British single   certifications – Adele – Easy On Me. Brit Hanglemezgyártók Szövetsége. (Hozzáférés: 2025. március 17.)
94. ↑  Adele Claims Third ARIA Chart #1 Single with 'Easy on Me'. Australian Recording Industry Association, 2021. október 22. [2021. október 22-i dátummal az eredetiből archiválva]. (Hozzáférés: 2021. október 22.)
95. 1 2  "Australian-charts.com – Adele – Easy on Me". ARIA Top 50 Singles.
96. 1 2  ARIA Charts – Accreditations – 2023 Singles. Australian Recording Industry Association. [2020. augusztus 10-i dátummal az [ eredetiből] archiválva]. (Hozzáférés: 2023. április 4.)
97. 1 2   "Adele Chart History (Canadian Hot 100)". Billboard.
98. 1 2  Canadian single   certifications – Adele – Easy on Me. Music Canada. (Hozzáférés: 2022. november 17.)
99. 1 2  "Adele – Easy on Me – Austriancharts.at" (német nyelven). Ö3 Austria Top 40.
100. 1 2  "Ultratop.be – Adele – Easy on Me" (holland nyelven). Ultratop 50.
101. 1 2  TOP 20 Semanal Streaming Costa Rica (spanyol nyelven). FONOTICA. [2021. október 27-i dátummal az eredetiből archiválva]. (Hozzáférés: 2022. május 12.)
102. 1 2  ARC 100 - datum: 2. studenoga 2021.. Hrvatska radiotelevizija. [2021. szeptember 10-i dátummal az eredetiből archiválva]. (Hozzáférés: 2021. november 2.)
103. 1 2  "ČNS IFPI" (cseh nyelven). Hitparáda – Radio Top 100 Oficiální. IFPI Czech Republic. Megjegyzés: a keresésnél válaszd ki a 202148 hetet!.   (Hozzáférés ideje: 2021. december 6.)
104. 1 2  "Danishcharts.com – Adele – Easy on Me". Tracklisten.
105. 1 2  "Germancharts.de – Adele – Easy on Me" (német nyelven). Media Control Charts. PhonoNet GmbH.
106. 1 2  Tónlistinn – Lög (izlandi nyelven). Plötutíðindi. [2021. október 24-i dátummal az eredetiből archiválva]. (Hozzáférés: 2021. október 24.)
107. 1 2  "Official Irish Singles Chart Top 50". Official Charts Company.  (Hozzáférés ideje: 22 October 2021)
108. 1 2  Media Forest charts (week 43). Media Forest, 2021. [2020. január 15-i dátummal az eredetiből archiválva]. (Hozzáférés: 2021. október 24.)
109. 1 2  "Italiancharts.com – Adele – Easy on Me". Top Digital Download.
110. 1 2  2021 42-os savaitės klausomiausi (Top 100) (lithuanian nyelven). AGATA, 2021. október 22. [2021. október 22-i dátummal az eredetiből archiválva]. (Hozzáférés: 2021. október 22.)
111. 1 2  Top 20 Most Streamed International +Domestic Songs Week 42 (15/10/2021-21/10/2021). Recording Industry Association of Malaysia. [2022. július 1-i dátummal az eredetiből archiválva]. (Hozzáférés: 2021. október 30.)
112. 1 2   "Nederlandse Top 40 – week 43, 2021" (holland nyelven). Dutch Top 40
113. 1 2  "Charts.org.nz – Adele – Easy on Me". Top 40 Singles.
114. 1 2  "Norwegiancharts.com – Adele – Easy on Me". VG-lista.
115. 1 2  RIAS Top Charts Week 42 (15 - 21 Oct 2021). Recording Industry Association Singapore. [2020. december 1-i dátummal az eredetiből archiválva]. (Hozzáférés: 2021. október 26.)
116. 1 2  ČNS IFPI. IFPI ČR. [2019. április 1-i dátummal az eredetiből archiválva]. (Hozzáférés: 2021. október 25.)
117. 1 2  Local & International Streaming Chart Top 100: Week 42. Recording Industry of South Africa. [2021. október 28-i dátummal az eredetiből archiválva]. (Hozzáférés: 2021. október 28.)
118. 1 2  "Swedishcharts.com – Adele – Easy on Me". Singles Top 60.
119. 1 2  "Adele – Easy on Me – swisscharts.com". Swiss Singles Chart.
120. 1 2 3  Spanish single   certifications – Adele – Easy on Me. El portal de Música . Productores de Música de España. (Hozzáférés: 2021. december 30.)
121. 1 2  French single   certifications – Adele – Easy on Me (francia nyelven). Syndicat National de l’Édition Phonographique. (Hozzáférés: 2022. augusztus 16.)
122. 1 2  Portuguese single   certifications – Adele – Easy on Me (portugál nyelven). Associação Fonográfica Portuguesa. (Hozzáférés: 2023. február 7.)
123. 1 2  The Official Swiss Charts and Music Community: Awards (Adele; 'Easy on Me'). IFPI Switzerland. Hung Medien. (Hozzáférés: 2022. szeptember 23.)
124. 1 2  Danish single   certifications – Adele – Easy on Me. IFPI Denmark. (Hozzáférés: 2023. július 5.)
125. 1 2  Italian single   certifications – Adele – Easy on Me (olasz nyelven). Federazione Industria Musicale Italiana. (Hozzáférés: 2024. október 22.) Válaszd ki a(z) "2024". évet az "Anno" lenyíló menüben. Válaszd ki a(z) "Easy on Me" kiadványt a "Filtra" mezőben. Válaszd ki a(z) "Singoli online" a "Sezione" alatt.
126. 1 2  Certificaciones (spanyol nyelven). Asociación Mexicana de Productores de Fonogramas y Videogramas. (Hozzáférés: 2023. március 3.) Add meg az előadót (Adele) az ARTISTA címsor alatti mezőben és a kiadvány címét (Easy on Me) a TÍTULO alatti mezőben!
127. 1 2  New Zealand single   certifications – Adele – Easy on Me. Recorded Music NZ. (Hozzáférés: 2022. február 26.)
128. 1 2  Polish single   certifications – Adele – Easy on Me (lengyel nyelven). Polish Society of the Phonographic Industry. (Hozzáférés: 2023. február 22.)
129. 1 2  Veckolista Singlar, vecka 15, 2022 | Sverigetopplistan (svéd nyelven). IFPI Sweden. (Hozzáférés: 2022. március 12.)
130. 1 2  Ultratop − Goud en Platina – singles 2022. Ultratop. Hung Medien. (Hozzáférés: 2022. március 29.)
131. 1 2  Gold-/Platin-Datenbank (Adele; 'Easy on Me') (német nyelven). Bundesverband Musikindustrie. (Hozzáférés: 2023. március 21.)
132. 1 2  Greek single   certifications (görög nyelven). IFPI Greece. (Hozzáférés: 2022. május 2.)
133. 1 2  Austrian single   certifications – Adele – Easy on Me (német nyelven). IFPI Austria. (Hozzáférés: 2021. november 30.)
134. ↑  Blais-Poulin, Charles-Éric. „Un nouveau clip d'Adele signé Dolan et tourné au Québec”, 2021. október 5.. [2021. október 6-i dátummal az eredetiből archiválva] (Hozzáférés: 2021. október 6.) (francia nyelvű)
135. ↑  Adele a tourné son dernier clip au Québec... avec Xavier Dolan (francia nyelven). 24 Heures , 2021. október 5. [2021. október 6-i dátummal az eredetiből archiválva]. (Hozzáférés: 2021. október 6.)
136. 1 2 3  Adele Returns and Reduces the World to Tears with 'Easy on Me'. Rolling Stone, 2021. október 14. [2021. október 16-i dátummal az eredetiből archiválva]. (Hozzáférés: 2021. október 15.)
137. 1 2  Edmonds, Lizzie: Adele: I'm in a Strong Enough Place to Put My Vulnerability Out. Evening Standard , 2021. október 15. [2023. március 29-i dátummal az eredetiből archiválva]. (Hozzáférés: 2023. október 1.)
138. 1 2  Welsh, Daniel: Adele's 'Easy on Me' Inspires Ridiculous New Meme Thanks to One Particular Part of the Song. HuffPost UK , 2021. október 16. [2023. március 24-i dátummal az eredetiből archiválva]. (Hozzáférés: 2023. október 1.)
139. 1 2 3  Lorre, Rose Maura: Let's Count All the Easter Eggs in (and Fan Theories About) Adele's 'Easy on Me' Music Video. Parade , 2021. október 18. [2021. október 18-i dátummal az eredetiből archiválva]. (Hozzáférés: 2023. október 1.)
140. 1 2  Bowenbank, Starr: Adele Shares Hilarious 'Easy on Me' Bloopers in Behind-the-Scenes Video. Billboard, 2021. november 4. [2021. december 10-i dátummal az eredetiből archiválva]. (Hozzáférés: 2021. december 22.)
141. 1 2 3 4  McFarland, Sophia: Adele's New Single 'Easy on Me' Is Easy on the Ears. The Spokesman-Review , 2021. október 21. [2021. december 4-i dátummal az eredetiből archiválva]. (Hozzáférés: 2023. október 1.)
142. ↑  Savage, Mark: 'Easy on Me': Is Adele's Comeback Single a Hit or a Miss?. BBC News, 2021. október 15. [2023. július 19-i dátummal az eredetiből archiválva]. (Hozzáférés: 2023. október 1.)
143. ↑  Aswad, Jem: Adele Premieres Three New Songs on One Night Only Special. Variety, 2021. november 15. [2021. november 15-i dátummal az eredetiből archiválva]. (Hozzáférés: 2022. március 22.)
144. ↑  Fred. „NRJ Music Awards 2021 - Adele interprète en live exclusif 'Easy on Me'”, 2021. november 20.. [2021. november 21-i dátummal az eredetiből archiválva] (Hozzáférés: 2022. szeptember 17.) (francia nyelvű)
145. ↑  Bowenbank, Starr: Here Are 4 Great Things from the Audience with Adele Special. Billboard, 2022. március 21. [2022. március 21-i dátummal az eredetiből archiválva]. (Hozzáférés: 2023. június 13.)
146. ↑  Griffiths, George: Adele's BST at Hyde Park Setlist in Full: What Songs Did the Superstar Perform Live in London?. Official Charts Company, 2022. július 3. [2022. július 31-i dátummal az eredetiből archiválva]. (Hozzáférés: 2022. augusztus 23.)
147. ↑  Atkinson, Katie: Inside Weekends with Adele: 7 Best Moments from Opening Night of Adele's Las Vegas Residency. Billboard, 2022. november 19. [2022. november 21-i dátummal az eredetiből archiválva]. (Hozzáférés: 2022. november 19.)
148. ↑  Richards, Will: Watch Adele Begin Long-awaited Las Vegas Residency: 'Thank You for Coming Back to Me'. NME , 2022. november 19. [2023. január 30-i dátummal az eredetiből archiválva]. (Hozzáférés: 2022. november 19.)
149. ↑  Betancourt, Bianca: 'Weekends with Adele Captures a Pop Star at Her Peak. Harper's Bazaar, 2022. november 22. [2023. március 16-i dátummal az eredetiből archiválva]. (Hozzáférés: 2023. október 1.)
150. ↑  Zoladz, Lindsay: Adele Returns to the Stage in Las Vegas, Resolute and Reflective. The New York Times , 2022. november 19. [2023. január 1-i dátummal az eredetiből archiválva]. (Hozzáférés: 2023. október 1.)
151. ↑  Qureshi, Bilal: At Adele's Vegas Residency, Intimacy Is the Ultimate Luxury. NPR, 2023. március 20. [2023. augusztus 21-i dátummal az eredetiből archiválva]. (Hozzáférés: 2023. október 1.)
152. ↑  Iasimone, Ashley: Kanye West (Ye)'s Choir Covers Adele's 'Easy on Me' at Sunday Service Dedicated to Virgil Abloh. Billboard, 2021. november 28. [2023. február 4-i dátummal az eredetiből archiválva]. (Hozzáférés: 2023. október 1.)
153. ↑  Brereton, Greta: Watch Kanye West's Sunday Service Choir Cover Adele's 'Easy on Me' 'in Loving Memory of Virgil Abloh'. NME , 2021. november 29. [2023. február 4-i dátummal az eredetiből archiválva]. (Hozzáférés: 2023. október 1.)
154. ↑  Okon, Wongo: Chloe's Passionate Cover of Adele's 'Easy on Me' Is Laced with Impressive Vocal Runs. Uproxx , 2021. december 9. [2022. május 23-i dátummal az eredetiből archiválva]. (Hozzáférés: 2023. október 1.)
155. ↑  Bowenbank, Starr: Watch Chlöe Cover Adele's 'Easy on Me' with Some Bonus Whistle Notes. Billboard, 2021. december 9. [2023. február 1-i dátummal az eredetiből archiválva]. (Hozzáférés: 2023. október 1.)
156. ↑  Kaufman, Spencer: Travis Barker Turns Adele's 'Easy on Me' Into Hard-Rock Anthem with Thunderous Drum Cover. Consequence , 2022. január 5. [2022. május 19-i dátummal az eredetiből archiválva]. (Hozzáférés: 2023. október 1.)
157. ↑  Bell, Kaelen: Travis Barker Does His Travis Barker Thing All Over a Cover of Adele's 'Easy on Me'. Exclaim! , 2022. január 5. [2022. január 6-i dátummal az eredetiből archiválva]. (Hozzáférés: 2023. október 1.)
158. ↑  Daly, Rhian: Watch Travis Barker's Rocky Cover of Adele's 'Easy on Me'. NME , 2022. január 5. [2023. június 8-i dátummal az eredetiből archiválva]. (Hozzáférés: 2023. október 1.)
159. ↑  Rowley, Glenn: Travis Barker Slays Drum Cover of Adele's 'Easy on Me'. Billboard, 2022. január 5. [2022. december 3-i dátummal az eredetiből archiválva]. (Hozzáférés: 2023. október 1.)
160. ↑  Dailey, Hannah: Vitamin String Quartet Announces New Album by Covering Another Adele Hit. Billboard, 2022. március 4. [2023. április 1-i dátummal az eredetiből archiválva]. (Hozzáférés: 2023. október 1.)
161. ↑  Nicholson, Jessica: Keith Urban Covers Adele in Las Vegas, Says He's Looking Forward to Her Concert 'When the Time Comes'. Billboard, 2022. március 28. [2022. október 2-i dátummal az eredetiből archiválva]. (Hozzáférés: 2023. október 1.)
162. ↑  Katsilometes, John: Keith Urban Sings an Adele Hit in Return to Caesars. Las Vegas Review-Journal , 2022. március 27. [2023. június 24-i dátummal az eredetiből archiválva]. (Hozzáférés: 2023. október 1.)
163. ↑  Fu, Eddie: Nandi Bushell Sings and Plays Piano on Cover of Adele's 'Easy on Me'. Consequence , 2023. július 17. [2023. július 18-i dátummal az eredetiből archiválva]. (Hozzáférés: 2023. október 1.)
164. ↑  Geraghty, Hollie: Watch Nandi Bushell Sing and Play Piano on Cover of Adele's 'Easy on Me'. NME , 2023. július 26. [2023. július 26-i dátummal az eredetiből archiválva]. (Hozzáférés: 2023. október 1.)
165. ↑  Uitti, Jacob: 13-Year-Old Nandi Bushell Covers Adele in New Viral Video. American Songwriter , 2023. július 26. [2023. szeptember 12-i dátummal az eredetiből archiválva]. (Hozzáférés: 2023. október 1.)
166. ↑  Rowley, Glenn: 'The Voice Hopeful Hillary Torchiana Tackles Adele's 'Easy on Me. Billboard, 2022. október 4. [2022. október 5-i dátummal az eredetiből archiválva]. (Hozzáférés: 2023. október 23.)
167. ↑  Segarra, Edward: Kelly Clarkson Loses 'Incredible' Singer on The Voice to Niall Horan After Blocking Blake Shelton. USA Today , 2023. március 14. [2023. március 14-i dátummal az eredetiből archiválva]. (Hozzáférés: 2023. október 23.)
168. ↑  Parker, Lyndsey: Deaf Singer Ali Triumphs with Voice Blind Audition: 'I Can Feel the Music. … That's My Superpower.'. Yahoo! Entertainment, 2023. március 14. [2023. március 14-i dátummal az eredetiből archiválva]. (Hozzáférés: 2023. október 23.)
169. ↑   "Adele – Chart History (Argentina Hot 100)". Billboard Argentina Hot 100 Singles for Adele.
170. ↑  "Ultratop.be – Adele – Easy on Me" (francia nyelven). Ultratop 50.
171. ↑  Top 20 Bolivia del 15 al 21 de Noviembre, 2021. Monitor Latino. [2021. november 22-i dátummal az eredetiből archiválva]. (Hozzáférés: 2021. november 15.)
172. ↑  Top 100 Brasil: 3 January 2022 - 7 January 2022 (brazíliai portugál nyelven). Crowley Broadcast Analysis. [2020. május 26-i dátummal az eredetiből archiválva]. (Hozzáférés: 2021. november 1.) Note: In "SEMANA REFERÊNCIA" select 3 January 2022 - 7 January 2022. To access the full Top 100, click on "VER TOP 100 COMPLETO" and enter your name and email. Then enter the code you received by email.
173. ↑  Top 10 Pop Internacional: 25 October 2021 - 29 October 2021 (brazíliai portugál nyelven). Crowley Broadcast Analysis. [2021. november 2-i dátummal az eredetiből archiválva]. (Hozzáférés: 2023. április 7.)
174. ↑  „PROPHON – Charts”, PROPHON, 2021. október 22.. [2021. október 29-i dátummal az eredetiből archiválva] (Hozzáférés: 2022. május 12.) (bolgár nyelvű)
175. ↑   "Adele Chart History (Canada AC)". Billboard.
176. ↑   "Adele Chart History (Canada CHR/Top 40)". Billboard.
177. ↑   "Adele Chart History (Canada Hot AC)". Billboard.
178. ↑  Top 20 Chile del 13 al 19 de Diciembre, 2021. Monitor Latino. [2021. december 20-i dátummal az eredetiből archiválva]. (Hozzáférés: 2021. december 20.)
179. ↑  Stream Rankings - Semana from 15/10/21 to 21/10/21 (spanyol nyelven). Promúsica Colombia. [2021. november 2-i dátummal az eredetiből archiválva]. (Hozzáférés: 2022. május 12.)
180. ↑  "ČNS IFPI" (cseh nyelven). Hitparáda – Digital Top 100 Oficiální. IFPI Czech Republic. Megjegyzés: a keresésnél válaszd ki a 202142 hetet!.
181. ↑  El ranking de los temas más sonados en la semana del 29 de octubre hasta el 5 de noviembre. (spanyol nyelven). Asociación Salvadoreña de Productores de Fonogramas y Afines. [2021. november 14-i dátummal az eredetiből archiválva]. (Hozzáférés: 2022. május 12.)
182. ↑  "Adele: Easy on Me" (finn nyelven). Musiikkituottajat – IFPI Finland.
183. ↑  "Lescharts.com – Adele – Easy on Me" (francia nyelven). Les classement single.
184. ↑   "Adele Chart History (Global 200)". Billboard.
185. ↑  IFPI Charts. IFPI Greece. [2021. november 1-i dátummal az eredetiből archiválva]. (Hozzáférés: 2021. november 1.)
186. ↑  "MAHASZ Rádiós Top 40 játszási lista. 2022/5. hét". Magyar Hanglemezkiadók Szövetsége.
187. ↑  "MAHASZ Single Top 40 lista. 2021/42. hét". Magyar Hanglemezkiadók Szövetsége.
188. ↑  "MAHASZ Stream Top 40 játszási lista. 2021/42. hét". Magyar Hanglemezkiadók Szövetsége.
189. ↑  IMI International Top 20 Singles for week ending 25th October 2021 | Week 42 of 52. Indian Music Industry. [2021. október 25-i dátummal az eredetiből archiválva]. (Hozzáférés: 2021. október 25.)
190. ↑  Indonesia Songs. Billboard, 2022. február 15. [2022. február 16-i dátummal az eredetiből archiválva]. (Hozzáférés: 2022. február 16.)
191. ↑   "Adele Chart History (Japan Hot 100)". Billboard.
192. ↑  The Official Lebanese Top 20 – Adele. The Official Lebanese Top 20. [2015. november 17-i dátummal az eredetiből archiválva]. (Hozzáférés: 2022. május 12.)
193. ↑  Adele - Chart history (Luxembourg Songs). Billboard. [2022. május 12-i dátummal az eredetiből archiválva]. (Hozzáférés: 2022. május 12.)
194. ↑  Mexico Airplay. Billboard, 2021. november 6. [2021. november 19-i dátummal az eredetiből archiválva]. (Hozzáférés: 2021. november 2.)
195. ↑  "Dutchcharts.nl – Adele – Easy on Me" (holland nyelven). Single Top 100.
196. ↑  Top 20 Panamá del 1 al 7 de Noviembre, 2021. Monitor Latino. [2021. november 8-i dátummal az eredetiből archiválva]. (Hozzáférés: 2021. november 8.)
197. ↑  Total Streams Peru: Semana 45 (05/11/2021 al 11/11/2021). Unión Peruana de Productores Fonográficos. [2021. november 27-i dátummal az eredetiből archiválva]. (Hozzáférés: 2021. november 27.)
198. ↑  Adele Chart History (Philippines Songs). Billboard. [2023. szeptember 6-i dátummal az eredetiből archiválva]. (Hozzáférés: 2023. szeptember 6.)
199. ↑  "Listy bestsellerów, wyróżnienia :: Związek Producentów Audio-Video". Polish Airplay Top 20.
200. ↑  "Portuguesecharts.com – Adele – Easy On Me". AFP Top 100 Singles.
201. ↑  Top 20 Puerto Rico del 15 al 21 de Noviembre, 2021. Monitor Latino. [2021. november 22-i dátummal az eredetiből archiválva]. (Hozzáférés: 2021. november 15.)
202. ↑  Arvunescu, Victor. „Top Airplay 100 - Connect-R şi Smiley o ţin pe Rita pe primul loc!”, Un site de muzică, 2021. november 22.. [2021. november 22-i dátummal az eredetiből archiválva] (Hozzáférés: 2021. november 26.) (romanian nyelvű)
203. ↑  "SNS IFPI" (szlovák nyelven). Hitparáda – Radio Top 100 Oficiálna. IFPI Czech Republic. Megjegyzés: a keresésnél válaszd ki a 202151,52 hetet!.   (Hozzáférés ideje: 2022. január 3.)
204. ↑  "Spanishcharts.com – Adele – Easy On Me" Canciones Top 50.   (Hozzáférés ideje: 2021. október 25.)
205. ↑  Digital Chart – Week 43 of 2021 (koreai nyelven). Gaon Music Chart. [2021. október 28-i dátummal az eredetiből archiválva]. (Hozzáférés: 2021. október 28.)
206. ↑  "Official Singles Chart Top 100". Official Charts Company.
207. ↑  Top 20 Uruguay del 15 al 21 de Noviembre, 2021. Monitor Latino. [2021. november 22-i dátummal az eredetiből archiválva]. (Hozzáférés: 2021. november 15.)
208. ↑   "Adele Chart History (Hot 100)". Billboard.
209. ↑   "Adele Chart History (Adult Contemporary)". Billboard.
210. ↑   "Adele Chart History (Adult Pop Songs)". Billboard.
211. ↑   "Adele Chart History (Country Airplay)". Billboard.
212. ↑   "Adele Chart History (Dance Mix/Show Airplay)". Billboard.
213. ↑   "Adele Chart History (Pop Songs)". Billboard.
214. ↑   "Adele Chart History (Hot R&B/Hip-Hop Airplay)". Billboard.
215. ↑   "Adele Chart History (Rhythmic)". Billboard.
216. ↑   "Adele Chart History (Rock Airplay)". Billboard.
217. ↑  'Rolling Stone Top 100 Oct 15, 2021 - Oct 21, 2021. Rolling Stone. [2021. október 26-i dátummal az eredetiből archiválva]. (Hozzáférés: 2021. október 25.)
218. ↑  Adele Chart History (Billboard Vietnam Hot 100). Billboard. [2022. január 15-i dátummal az eredetiből archiválva]. (Hozzáférés: 2022. január 19.)
219. ↑  ARIA Top 100 Singles for 2021. Australian Recording Industry Association. [2022. január 11-i dátummal az eredetiből archiválva]. (Hozzáférés: 2022. január 11.)
220. ↑  Ö3-Austria Top40 Single-Jahrescharts 2021. Ö3 Austria Top 40. [2022. január 1-i dátummal az eredetiből archiválva]. (Hozzáférés: 2022. január 2.)
221. ↑  Jaaroverzichten 2021. Ultratop. [2022. január 4-i dátummal az eredetiből archiválva]. (Hozzáférés: 2022. január 5.)
222. ↑  Rapports annuels 2021. Ultratop. [2022. január 4-i dátummal az eredetiből archiválva]. (Hozzáférés: 2022. január 5.)
223. ↑  Canadian Hot 100 – Year-End 2021. Billboard. [2021. december 2-i dátummal az eredetiből archiválva]. (Hozzáférés: 2021. december 3.)
224. ↑  Track Top-100 2021. Hitlisten. [2022. január 6-i dátummal az eredetiből archiválva]. (Hozzáférés: 2022. január 6.)
225. ↑  Top de l'année Top Singles 2021 (francia nyelven). SNEP. [2022. április 17-i dátummal az eredetiből archiválva]. (Hozzáférés: 2022. április 14.)
226. ↑  Jahrescharts 2021. GfK Entertainment charts. [2021. december 20-i dátummal az eredetiből archiválva]. (Hozzáférés: 2021. december 15.)
227. ↑  'Billboard Global 200 – Year-End 2021. Billboard, 2021. november 30. [2021. december 2-i dátummal az eredetiből archiválva]. (Hozzáférés: 2021. december 3.)
228. ↑  Single Top 100 – eladási darabszám alapján – 2021 (magyar nyelven). Mahasz. [2022. február 1-i dátummal az eredetiből archiválva]. (Hozzáférés: 2022. február 1.)
229. ↑  Stream Top 100 - darabszám alapján - 2021 (magyar nyelven). Mahasz. [2022. január 24-i dátummal az eredetiből archiválva]. (Hozzáférés: 2022. február 1.)
230. ↑  Griffiths, George: Ireland's official biggest songs of 2021. Official Charts Company, 2022. január 9. [2022. január 9-i dátummal az eredetiből archiválva]. (Hozzáférés: 2022. január 9.)
231. ↑  Top 100-Jaaroverzicht van 2021 (holland nyelven). Dutch Top 40. [2022. január 3-i dátummal az eredetiből archiválva]. (Hozzáférés: 2022. január 4.)
232. ↑  Jaaroverzichten – Single 2021 (holland nyelven). MegaCharts. [2022. január 3-i dátummal az eredetiből archiválva]. (Hozzáférés: 2022. január 4.)
233. ↑  Top Selling Singles of 2021. Recorded Music NZ. [2022. január 24-i dátummal az eredetiből archiválva]. (Hozzáférés: 2022. január 24.)
234. ↑  Topplista – årsliste – Singel 2021 (norvég nyelven). IFPI Norway, 2019. december 3. [2022. január 31-i dátummal az eredetiből archiválva]. (Hozzáférés: 2022. április 26.)
235. ↑  Top 1000 Singles + EPs Digitais: Semanas 01 a 52 de 2021 (portugál nyelven). Associação Fonográfica Portuguesa. [2022. január 27-i dátummal az eredetiből archiválva]. (Hozzáférés: 2022. május 13.)
236. ↑  Årslista Singlar, 2021 (svéd nyelven). Sverigetopplistan. [2022. január 13-i dátummal az eredetiből archiválva]. (Hozzáférés: 2022. január 14.)
237. ↑  Schweizer Jahreshitparade 2021. Swiss Singles Chart. [2021. december 26-i dátummal az eredetiből archiválva]. (Hozzáférés: 2021. december 27.)
238. ↑  Griffiths, George: The Official Top 40 biggest songs of 2021. Official Charts Company, 2022. január 4. [2022. január 4-i dátummal az eredetiből archiválva]. (Hozzáférés: 2022. január 4.)
239. ↑  Adult Contemporary Songs – Year-End 2021. Billboard. [2021. december 24-i dátummal az eredetiből archiválva]. (Hozzáférés: 2021. december 3.)
240. ↑  ARIA Top 100 Singles Chart for 2022. Australian Recording Industry Association. [2023. január 4-i dátummal az eredetiből archiválva]. (Hozzáférés: 2023. január 4.)
241. ↑  Ö3-Austria Top40 Single-Jahrescharts 2022. Ö3 Austria Top 40. [2023. január 2-i dátummal az eredetiből archiválva]. (Hozzáférés: 2023. január 2.)
242. ↑  Jaaroverzichten 2022 (holland nyelven). Ultratop. [2023. január 21-i dátummal az eredetiből archiválva]. (Hozzáférés: 2023. január 13.)
243. ↑  Rapports annuels 2022 (francia nyelven). Ultratop. [2023. január 13-i dátummal az eredetiből archiválva]. (Hozzáférés: 2023. január 13.)
244. ↑  Canadian Hot 100 – Year-End 2022. Billboard. [2022. december 1-i dátummal az eredetiből archiválva]. (Hozzáférés: 2022. december 2.)
245. ↑  Track Top-100 2022. Hitlisten. [2023. január 31-i dátummal az eredetiből archiválva]. (Hozzáférés: 2023. február 1.)
246. ↑  Top de l'annéeSablon:Spaced ndashTop SinglesSablon:Spaced ndash2022 (francia nyelven). Syndicat National de l'Édition Phonographique. [2023. március 30-i dátummal az eredetiből archiválva]. (Hozzáférés: 2023. március 30.)
247. ↑  Jahrescharts 2022 (német nyelven). GfK Entertainment charts. [2022. december 16-i dátummal az eredetiből archiválva]. (Hozzáférés: 2022. december 16.)
248. ↑  'Billboard Global 200 – Year-End 2022. Billboard. [2022. december 2-i dátummal az eredetiből archiválva]. (Hozzáférés: 2022. december 2.)
249. ↑  2022 metų klausomiausi (Top 100) (litván nyelven). AGATA. [2023. február 25-i dátummal az eredetiből archiválva]. (Hozzáférés: 2023. február 27.)
250. ↑  Top 100-Jaaroverzicht van 2022 (holland nyelven). Dutch Top 40. [2023. január 3-i dátummal az eredetiből archiválva]. (Hozzáférés: 2023. január 3.)
251. ↑  Jaaroverzichten – Single 2022 (holland nyelven). MegaCharts. [2023. január 3-i dátummal az eredetiből archiválva]. (Hozzáférés: 2023. január 4.)
252. ↑  Top Selling Singles of 2022. Recorded Music NZ. [2022. december 22-i dátummal az eredetiből archiválva]. (Hozzáférés: 2022. december 22.)
253. ↑  Top Radio Hits Russia Annual Chart 2022. TopHit. [2022. december 30-i dátummal az eredetiből archiválva]. (Hozzáférés: 2022. december 30.)
254. ↑  Årslista Singlar, 2022 (svéd nyelven). Sverigetopplistan. [2023. január 15-i dátummal az eredetiből archiválva]. (Hozzáférés: 2023. január 15.)
255. ↑  Schweizer Jahreshitparade 2022. Swiss Singles Chart. [2022. december 27-i dátummal az eredetiből archiválva]. (Hozzáférés: 2022. december 27.)
256. ↑  End of Year Singles Chart Top 100 – 2022. Official Charts Company. [2023. január 11-i dátummal az eredetiből archiválva]. (Hozzáférés: 2023. január 4.)
257. ↑  Hot 100 Songs – Year-End 2022. Billboard. [2023. február 5-i dátummal az eredetiből archiválva]. (Hozzáférés: 2022. december 2.)
258. ↑  Adult Contemporary Songs – Year-End 2022. Billboard. [2022. december 1-i dátummal az eredetiből archiválva]. (Hozzáférés: 2022. december 2.)
259. ↑  Adult Pop Airplay Songs – Year-End 2022. Billboard. [2022. december 1-i dátummal az eredetiből archiválva]. (Hozzáférés: 2022. december 2.)
260. ↑  Pop Airplay Songs – Year-End 2022. Billboard. [2023. január 7-i dátummal az eredetiből archiválva]. (Hozzáférés: 2022. december 2.)
261. ↑  Billboard Global 200 – Year-End 2023. Billboard. (Hozzáférés: 2023. november 22.)
262. ↑  Brazilian single   certifications – Adele – Easy on Me (portugál nyelven). Pro-Música Brasil. (Hozzáférés: 2023. november 29.)